# Мишин, Николай Петрович
Николай Петрович Мишин (19 декабря 1934, Магнитогорск, Челябинская область — 2 декабря 1996, Ульяновск) — советский футболист, нападающий, тренер. Мастер спорта СССР. Лучший бомбардир в истории клуба «Волга» (Ульяновск) — 129 голов.

## Биография
В 10-летнем возрасте со своей семьёй переехал из Магнитогорска в Ульяновск и там начал заниматься футболом. Воспитанник футбольной секции ЗМД, первый тренер — Евгений Владимирович Казанкин. С начала 1950-х годов играл на взрослом уровне в соревнованиях коллективов физкультуры за ульяновские команды «ЗМД», «Торпедо» и «Урожай».
С 1958 года, когда в Ульяновске появилась команда мастеров, футболист стал выступать за неё, команда в этот период носила названия «Динамо», «Спартак» и «Волга». Всего в соревнованиях мастеров провёл 10 сезонов в классе «Б» (такое название носила сначала первая, а затем вторая лига), сыграл несколько сотен матчей и забил более 80 голов. В ряде источников называется цифра в 129 голов за «Волгу», но возможно сюда входят голы, забитые в первенстве КФК[уточнить]. Был капитаном команды, стал первым в ульяновском футболе мастером спорта СССР.
За время игровой карьеры получал приглашения в команды высшей лиги — куйбышевские «Крылья Советов», ленинградский «Зенит», кишинёвскую «Молдову», московский «Спартак». Со «Спартаком» проходил предсезонные сборы и ездил в турне в Китай, но не согласился на роль дублёра Бориса Татушина и вернулся в Ульяновск.
После завершения игровой карьеры некоторое время работал детским тренером по футболу и хоккею с мячом, его воспитанником был один из лучших бомбардиров советского бенди, игрок сборной страны Николай Афанасенко. Также входил в тренерский штаб взрослого состава «Волги».
В 1971—1976 годах работал главным тренером «Волги», под его руководством команда провела более 200 матчей во второй лиге. Клуб в это время получал слабое финансирование и выступал не слишком удачно, команду составляли в основном местные молодые воспитанники. По окончании сезона 1976 года команда мастеров была расформирована. В дальнейшем тренер продолжал работать с детскими командами.
Скончался в Ульяновске 2 декабря 1996 года на 62-м году жизни. Похоронен на Северном кладбище (Ульяновск).

## Память
Более 20 лет в Ульяновске проводится турнир ветеранов, посвящённый памяти Н. П. Мишина.